# Девичий румянец

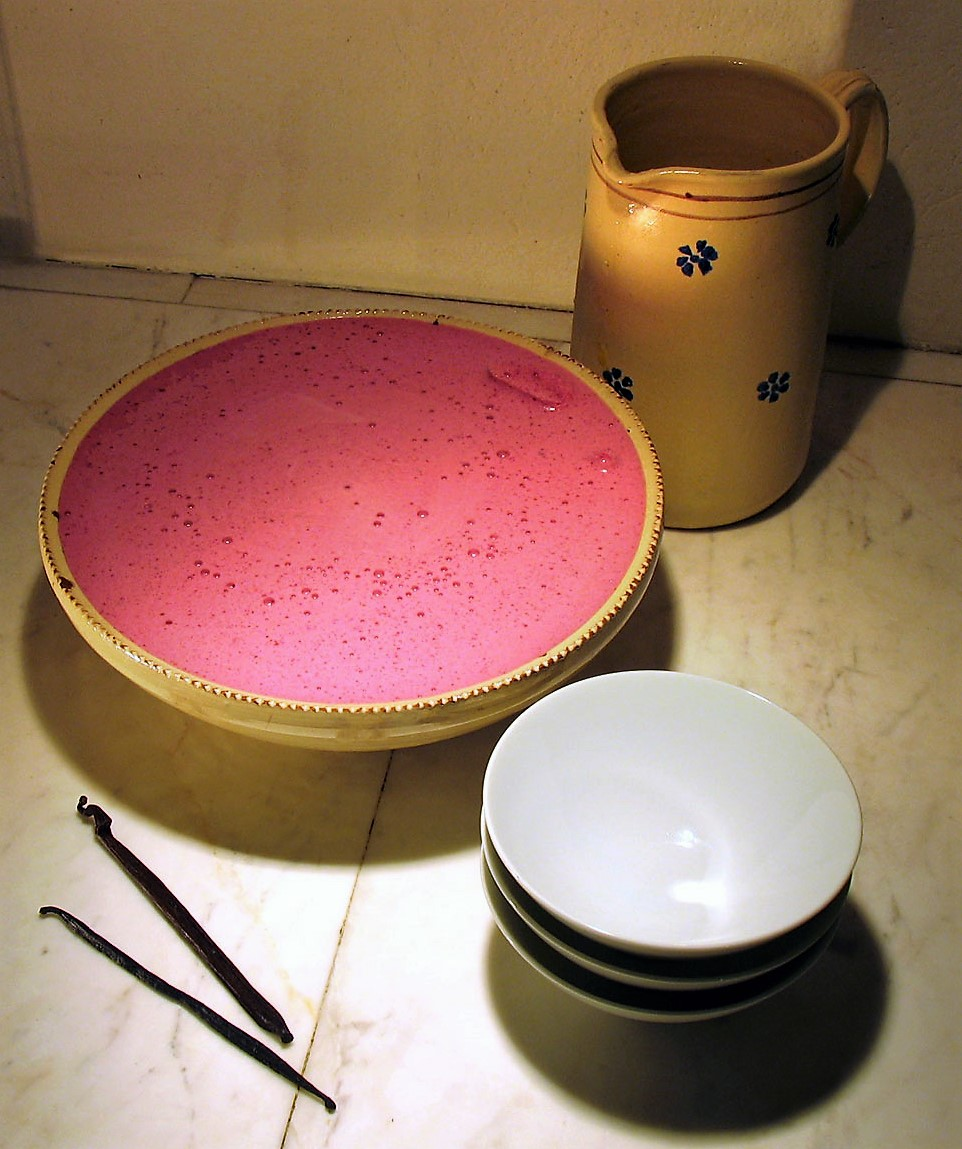
«Девичий румянец»

«Девичий румянец» (ме́дхенрёте, нем. Mädchenröte) — традиционное сладкое блюдо в Шлезвиг-Гольштейне из смородинового сока и взбитых белков. Считается, что «девичий румянец» придумали в регионе Ангельн.
Для приготовления «девичьего румянца» яичный белок взбивают в охлаждённой миске, постепенно добавляя сок красной смородины, иногда в смеси с соком чёрной смородины, и сахар, чтобы получить пенообразный крем. Затем замоченный желатин на умеренном огне растворяют в малом количестве смородинового сока и добавляют в приготовленный крем. «Девичьему румянцу» дают застыть в холоде в течение нескольких часов. Сервируют с ванильным соусом или английским кремом.
В некоторых рецептах желатин не используют, и тогда «девичий румянец» получается мягкой пеной, и его следуют подавать сразу после приготовления, поскольку сок через некоторое время осядет. В Дитмаршене «девичий румянец» готовят из малины, подают с ванильным соусом и называют «краснеющей девой». С похожим названием «краснеющая девушка» в кухне Шлезвиг-Гольштейна есть другой десерт — из брусники.